# Karancskeszi
Karancskeszi je vas na Madžarskem, ki upravno spada pod podregijo Salgótarjáni Županije Nógrád.